# Acacesia graciosa
Acacesia graciosa là một loài nhện trong họ Araneidae.
Loài này thuộc chi Acacesia. Acacesia graciosa được miêu tả năm 1996 bởi Lise & Braul.